# Ghailene Chaalali
Ghailene Chaalali (ur. 28 lutego 1994 w Manubie) – tunezyjski piłkarz występujący na pozycji pomocnika w tunezyjskim klubie Espérance oraz w reprezentacji Tunezji.